# Bandai Namco Entertainment
A Bandai Namco Entertainment Inc. (株式会社バンダイナムコエンターテインメント, Kabushiki Gaisha Bandai Namuko Entāteinmento) é uma desenvolvedora e publicadora japonesa de jogos eletrônicos sediada em Tóquio. Foi fundada em março de 2006 como Namco Bandai Games, estabelecida após a fusão da Bandai com a Namco em setembro de 2005, que resultou na formação da Bandai Namco Holdings. A Namco Bandai Games foi formada com o objetivo específico de consolidar em uma única entidade corporativa as operações de jogos eletrônicos de suas duas fundadoras, com a Namco sendo consequentemente dissolvida e a Namco Bandai Games tornando-se uma subsidiária da Bandai Namco Holdings. 
A maioria das operações de desenvolvimento da empresa foi separada em 2012 para a formação de uma nova subsidiária, a Bandai Namco Studios. Dessa forma, a Namco Bandai Games passou a atuar exclusivamente como publicadora, trabalhando com outras companhias da indústria, como a Monolith Soft, Nintendo e FromSoftware, a fim de lançar diversos títulos, além de apoiar desenvolvedores independentes ao publicar seus jogos em outras plataformas. A empresa foi renomeada em 2014 para Bandai Namco Games e no ano seguinte para Bandai Namco Entertainment, unificando a marca. A companhia também atua em outros projetos e formas de mídia, como realidade virtual, brinquedos, álbuns musicais e caça-níqueis.
A Bandai Namco Entertainment cresceu pelo final da década de 2000 e década de 2010 para se tornar uma das principais empresas de jogos eletrônicos do mercado, adquirindo licenças de várias séries e publicando títulos de sucesso. Ela é responsável pela produção de diversas franquias multimilionárias, incluindo Tekken, Pac-Man, Gundam e Ace Combat. Ela é a terceira maior publicadora de jogos eletrônicos do Japão e a sétima do mundo. A Bandai Namco Entertainment também mantém várias subsidiárias, como a D3 Publisher e B.B. Studio. A empresa costumava operar parques de diversão e produzia e administrava arcades, porém essas atividades foram consolidadas em 2018 para a Bandai Namco Amusement.